# London Records
London Records — британський лейбл звукозапису, заснований 1947 року в результаті поділу власності лейбла Decca Records між його британським і американським філіями. Всі платівки британського Decca виходили в США під маркою London Records; в свою чергу, в самій Великій Британії Decca під маркою London Records випускала за ліцензією американські пластинки лейблів Imperial, Chess, Dot, Atlantic, Specialty і Sun.